# Кольник чёрный
Ко́льник чёрный (лат. Phyteuma nigrum) — вид двудольных цветковых растений, включённый в род Кольник (Phyteuma) семейства Колокольчиковые (Campanulaceae).

## Ботаническое описание
Кольник округлый — многолетнее травянистое растение с корневищем, достигающее 75 см в высоту. Стебли прямостоячие, голые. Листья многочисленные, собранные в прикорневую розетку, на довольно длинных черешках, сердцевидной или яйцевидой формы, тупозубчатые, редкие листья имеются также на стебле, они почти без черешка, узкие, с зубчатым краем.
Цветки в шаровидных или яйцевидных соцветиях на концах стеблей, с мелкими продолговатыми прицветниками. Чашечка светло-зелёная, голая, с заострёнными чашелистиками. Венчик сильно изогнутый, фиолетово-чёрного, серо-синего или голубого цвета. Тычинки с утолщёнными книзу нитями. Пестик тёмный, с двумя или тремя рыльцами.
Плод — зелёная коробочка с многочисленными мелкими блестящими семенами.

## Ареал
Кольник чёрный в естественных условиях широко распространён в Западной и Центральной Европе. По некоторым данным, встречается на территории Московской области в качестве интродуцированного.

## Таксономия
|  |                                      |  |                                                         |                                                         |                           |  | ещё 10 семейств (согласно Системе APG III) | ещё 10 семейств (согласно Системе APG III) |                    |  |  |  | ещё около 20 видов |
|  |                                      |  |                                                         |                                                         |                           |  | ещё 10 семейств (согласно Системе APG III) | ещё 10 семейств (согласно Системе APG III) |                    |  |  |  | ещё около 20 видов |
|  |                                      |  |                                                         | порядок Астроцветные                                    |                           |  |                                            |                                            | род Кольник        |  |  |  |                    |
|  |                                      |  |                                                         | порядок Астроцветные                                    |                           |  |                                            |                                            | род Кольник        |  |  |  |                    |
|  | отдел Цветковые, или Покрытосеменные |  |                                                         |                                                         | семейство Колокольчиковые |  |                                            |                                            | вид Кольник чёрный |  |  |  |                    |
|  | отдел Цветковые, или Покрытосеменные |  |                                                         |                                                         | семейство Колокольчиковые |  |                                            |                                            |                    |  |  |  |                    |
|  |                                      |  | ещё 58 порядков цветковых растений (по Системе APG III) | ещё 58 порядков цветковых растений (по Системе APG III) |                           |  |                                            | ещё более 90 родов                         | ещё более 90 родов |  |  |  |                    |
|  |                                      |  |                                                         | ещё 58 порядков цветковых растений (по Системе APG III) |                           |  |                                            |                                            | ещё более 90 родов |  |  |  |                    |

### Синонимы
- Phyteuma atropurpureum Hoppe, 1802
- Phyteuma halleri subsp. nigrum (F.W.Schmidt) Arcang., 1882
- Phyteuma spicatum Kauffm., 1869, nom. illeg.
- Phyteuma spicatum subsp. nigrum (F.W.Schmidt) Weeda, 1989
- Phyteuma spicatum var. atropurpureum (Hoppe) Steud., 1821
- Phyteuma spicatum var. caerulescens Godr., 1843
- Phyteuma spicatum var. nigrum (F.W.Schmidt) Gorozh., 1888
- Phyteuma spicatum var. ovatum Syr., 1910